# Álvaro Ricardo Faustino Gomes
Álvaro Ricardo Faustino Gomes (ur. 3 września 1990 w Faro) – portugalski piłkarz angolskiego pochodzenia występujący na pozycji napastnika w klubie Louletano DC. Wychowanek SC Farense, w swojej karierze reprezentował także barwy FC Paços de Ferreira, Fátima, Torreense, Benfica Castelo Branco, Zawiszy Bydgoszcz, Jagiellonii Białystok oraz Śląska Wrocław.

## Sukcesy

### Zawisza Bydgoszcz
- Puchar Polski: 2013/14
- Superpuchar Polski: 2014